# Albert Korir
Albert Korir (* 2. März 1994) ist ein kenianischer Marathonläufer. 2021 gewann er den New York City Marathon.

## Werdegang
2016 wurde Albert Korir in 2:10:08 h Zweiter beim Barcelona-Marathon sowie in 2:10:21 h in Toronto Dritter beim Toronto Waterfront Marathon.
2017 gewann er den Vienna City Marathon. Erst 150 Meter vor dem Ziel gelang es ihm sich von seinem Landsmann Ishmael Bushendich abzusetzen und in 2:08:40 h mit zwei Sekunden Vorsprung als Erster das Ziel zu erreichen.
Sowohl der Vienna City Marathon als auch der Toronto Waterfront Marathon zählen zu den 27 (Stand 2017) Gold Label Road Races des Weltverbandes IAAF, der Barcelona-Marathon verfügt über einen „Bronze Label Status“. Alle drei Marathonläufe verfügten damit über ein internationales Elitefeld gemäß den Kriterien der IAAF.
2018 wurde er in persönlicher Bestleistung von 2:08:17 h Zweiter beim Biwa-See-Marathon im japanischen Ōtsu. Ebenfalls den zweiten Platz belegte er beim Kapstadt-Marathon in 2:09:02 h.
Die Saison 2019 eröffnete der damals 24-Jährige im Januar mit einem Sieg beim Houston-Marathon in 2:10:02 h.
Beim New York City Marathon wurde er im November in 2:08:36h Zweiter hinter dem Kenianer Geoffrey Kamworor.
2021 siegte Korir beim New York City Marathon in einer Zeit von 2:08:22 h.

## Persönliche Bestzeiten
- Halbmarathon: 1:09:13 h, 18. Mai 2014, Kigali
- Marathon: 2:08:17 h, 4. März 2018, Ōtsu